# REBORN (山下達郎の曲)
「REBORN」（リボーン）は、2017年9月13日に発売された山下達郎通算50作目のシングル。

## 解説
通算50枚目のシングルとなる本作のタイトル・トラックは、東野圭吾の同名ベストセラー小説を廣木隆一監督が実写化した映画『ナミヤ雑貨店の奇蹟』の主題歌として書き下ろされた曲。原作に登場する「再生」と名付けられた楽曲を具現化してほしいという映画スタッフからの依頼を受け制作されたもので、1か月半もの時間をかけて「REBORN」を書いた山下は「映画の主題歌の仕事は、これまで何度も担当させていただきましたが、今回はその中でも一・二を争う難しい注文でした」と明かし、「テーマは“死生観”です。人はどこから来てどこへ行くのかという、根源的な問いに思いをはせていただくことで、映画のストーリーと併走し、盛り立てることができるのではと思っています」とコメントを寄せた。また、廣木は「映画の主題を掬い取った静かで、力強く、そして優しく、見つめてくれた名曲だと思いました」と語っている。後に、2022年リリースのアルバム『SOFTLY』に収録された。
また、本作には劇中で門脇麦演じるセリが歌う「REBORN」も併せて収録。こちらは山下のオリジナルとはアレンジが異なり、アコースティック・ギターを基調としたサウンドに、門脇の透明感のある歌声が乗り、シンプルながらも楽曲の良さを心地よく感じられる楽曲となっている。なお、山下達郎の作品に竹内まりや以外の他者が歌う音源が収録されるのは本作が初となる。
さらに、本作にはハーモニカとアコースティック・ギターによる“Harmonica Version”も収録。アレンジおよび演奏で続木力と共に参加した葉山たけしによれば、山下からではなく映画プロデューサーからのオファーだったとツイートしている。

## プロモーション、マーケティング
各CDショップ、またはEコマースでの購入者に、先着で特典応募券付“CDサイズ”ジャケット絵柄ステッカーがプレゼントされ、ステッカー下部の特典応募券をハガキに貼って応募すると、抽選で更に特典がプレゼントされた。

## ミュージック・ビデオ
ミュージックビデオは、本作監督である廣木隆一が撮影を手掛け、映画にも出演している門脇麦を起用。亡くなった父親との思い出を噛みしめながら、父親への感謝を胸に前向きに生きようとする一人の女性を主人公に、映画、そして楽曲のテーマである、時代を超えて受け継がれる“想い”が表現された映像作品となっている。MVの撮影は8月上旬に富士山にて行われたが、当日は奇しくも門脇麦の誕生日だったという。併せて、劇中で門脇が演じるセリが歌う同曲のミュージックビデオも制作、同時公開された。こちらも廣木がメガホンをとった作品で、劇中でも使用されるライブシーンや、海辺でのバレエダンスシーンを中心に再構成されたもの。日本を代表するミュージシャンに成長したセリが、恩人への思いを込めて「REBORN」を歌う姿が胸を打つ映像に仕上がっている。

## 収録曲
| ℗ 2017 Tenderberry & Harvest Inc. Under exclusive license to Warner Music Japan Inc., A Warner Music Group Company |                                                            |                             |                                     |       |
| # | タイトル                                                   | 作詞・作曲                  |                                     | 時間  |
| 1. | 「REBORN」                                                 | 山下達郎                    | ©2017 by SMILE PUBLISHERS INC.      | 6:11  |
| 2. | 「REBORN -Vocals by セリ（門脇麦）-」                      |                             |                                     | 5:33  |
| 3. | 「REBORN (Harmonica Version)」                             |                             |                                     | 3:27  |
| 4. | 「ターナーの汽罐車 -Turner's Steamroller- (Live Version)」 | 山下達郎                    | ©1991 by TENDERBERRY & HARVEST INC. | 6:38  |
| 5. | 「DRIP DROP (Live Version)」                               | JERRY LEIBER & MIKE STOLLER | Published by SONY/ATV SONG LLC      | 3:29  |
| 6. | 「REBORN (Original Karaoke)」                              |                             |                                     | 6:10  |
| 7. | 「REBORN (SERI Version Original Karaoke)」                 |                             |                                     | 5:29  |
| 合計時間: | 合計時間:                                                  | 合計時間:                   | 合計時間:                           | 36:57 |

## クレジット

### REBORN
- 山下達郎 : Computer Programming, Acoustic Guitar, Electric Guitar, Bouzouki, Glockenspiel, Percusion & Backgound Vocals
- 日下部”BURNY”正則 : Electric Guitar Solo (Coda)
- 橋本茂昭 : Computer Programming & Synthesizer Operation
- 杉並児童合唱団 : Backgound Vocals

### REBORN -Vocals by セリ（門脇麦）-
- オータケ コーハン : Guitar
- 東佳樹 : Percussion
- Rayons : Piano
- 高橋充 : Bass

### REBORN (Harmonica Version)
- 続木力 : Harmonica
- 葉山たけし : Acoustic Guitar

### ターナーの汽罐車 -Turner's Steamroller- (Live Version)
- 山下達郎 : Acoustic Guitar
- 伊藤広規 : Electric Bass
- 難波弘之 : Acoustic Piano
- Recorded Live at 中野サンプラザ 2017年7月9日

### DRIP DROP (Live Version)
- 山下達郎 : Acoustic Guitar
- 伊藤広規 : Electric Bass
- 難波弘之 : KORG KRONOS
- Recorded Live at 新宿LOFT 2016年10月4日

## リリース日一覧
| 地域 | タイトル | リリース日    | レーベル                  | 規格                 | 品番       | 備考                                                         |
| ---- | -------- | ------------- | ------------------------- | -------------------- | ---------- | ------------------------------------------------------------ |
| 日本 | REBORN   | 2017年9月13日 | MOON / WARNER MUSIC JAPAN | CD                   | WPCL-12715 | 先着で特典応募券付“CDサイズ”ジャケット絵柄ステッカーを提供。 |
| 日本 | REBORN   | 2017年9月13日 | MOON / WARNER MUSIC JAPAN | デジタルダウンロード | –          | 通常音質（AAC 128/320kbps）                                  |

## 収録アルバム
| # | タイトル | リリース日    | レーベル                  | 規格 | 品番                           | 備考                           |
| - | -------- | ------------- | ------------------------- | ---- | ------------------------------ | ------------------------------ |
| 1 | SOFTLY   | 2022年6月22日 | MOON / WARNER MUSIC JAPAN | 2CD  | WPCL-13359/60【初回限定盤】    | 「REBORN（リボーン）」を収録。 |
| 1 | SOFTLY   | 2022年6月22日 | MOON / WARNER MUSIC JAPAN | CD   | WPCL-13361【通常盤】           | 「REBORN（リボーン）」を収録。 |
| 1 | SOFTLY   | 2022年6月22日 | MOON / WARNER MUSIC JAPAN | 2LP  | WPJL-10155/6【完全限定生産盤】 | 「REBORN（リボーン）」を収録。 |
| 1 | SOFTLY   | 2022年6月22日 | MOON / WARNER MUSIC JAPAN | CT   | WPTL-10004【完全生産限定】     | 「REBORN（リボーン）」を収録。 |